# Edel Therese Høiseth
Edel Therese Høiseth (* 27. Januar 1966 in Skien, Telemark) ist eine ehemalige norwegische Eisschnellläuferin.
Høiseth war insgesamt 19 Jahre im internationalen Eisschnelllauf aktiv. Ihr Debüt gab sie 1983 bei den Europa- und Weltmeisterschaften. Obwohl sie eher ein Sprintspezialistin war, trat Høiseth auch bei Mehrkampfmeisterschaften an. Ihr bestes Ergebnis war dabei ein 19. Platz 2000 in Milwaukee, nachdem sie dort den ersten Platz über 500 Meter erreicht hatte. Bei den Eisschnelllauf-Einzelstreckenweltmeisterschaften 1996, 1999 und 2000 landete sie jeweils unter den Top 10 über 500 bzw. 1000 Meter. Ihre einzige internationale Meisterschaftsmedaille gewann Høiseth bei der Sprint-WM 1996 in Heerenveen. Sie wurde im Sprintmehrkampf Zweite, nachdem sie sich in den Einzelstrecken zwischen Rang zwei und fünf platziert hatte. Des Weiteren trat sie zwischen 1984 und 1998 bei fünf Olympischen Winterspielen an. Høiseths bestes Resultat war dabei Rang acht über 500 Meter bei den Winterspielen 1994 in Lillehammer.
Nach ihrem Rücktritt 2002 war sie Trainerin für den spanischen Eisschnellläufer Asier Peña Iturria.

## Persönliche Bestzeiten
| Strecke | Zeit        | Datum             | Ort     |
| ------- | ----------- | ----------------- | ------- |
| 100 m   | 11,83 s     | 2. Februar 2003   | Hamar   |
| 500 m   | 38,40 s     | 29. Januar 2000   | Calgary |
| 1000 m  | 1:15,37 min | 29. Januar 2000   | Calgary |
| 1500 m  | 1:59,97 min | 17. März 2000     | Calgary |
| 3000 m  | 4:29,50 min | 29. März 1999     | Calgary |
| 5000 m  | 8:13,13 min | 18. Dezember 1999 | Hamar   |